# Katsushika
Katsushika (葛飾区, Katsushika-ku) est un des vingt-trois arrondissements spéciaux (特別区, tokubetsu-ku) de Tokyo. L'arrondissement a été fondé le 15 mars 1947 sur un territoire identique à l'ancien district de Katsushika.
La population de l'arrondissement est de 429 877 habitants (au 1er juin 2008) pour une superficie de 34,84 km2.

## Quartiers

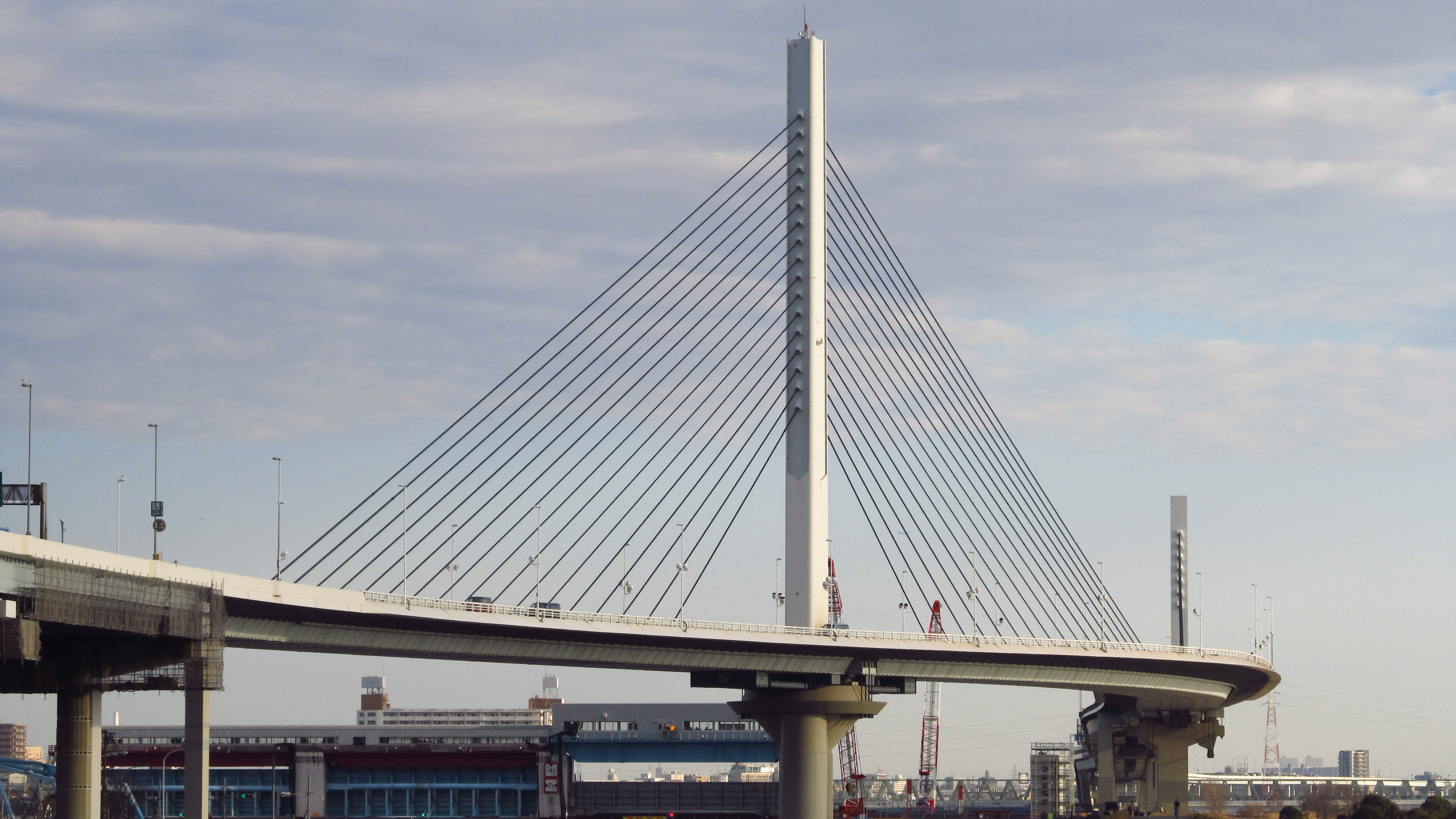
Pont de la Harpe de Katsushika.

- Tateishi
- Aoto
- Shin-koiwa
- Shibamata

## Personnalités
- Katsushika Hokusai, célèbre peintre d'estampes, est né à Katsushika le 31 octobre 1760, et tire son nom du district.
- Hajime Tsutsui, artiste et designer de jeux vidéo, né à Katsushika en 1970.
- Tora-san, héros de la série de films Otoko wa tsurai yo, habite dans l'arrondissement, dans le quartier de Shibamata (柴又?), où se déroule une partie de ses aventures.
- Kazuyo Katsuma, femme d'affaires et écrivaine japonaise, née à Katsushika en 1968.